# Columbia Records
Columbia Records este o casă de discuri americană deținută de Sony Music Entertainment, o divizie a Sony Music Group, divizia americană a conglomeratului multinațional Sony. A fost fondată pe 15 ianuarie 1889. Columbia este cel mai vechi nume de marcă care a supraviețuit în domeniul sunetului înregistrat, și a doua mare companie care să producă discuri. Din 1961 până în 1991, discurile sale au fost lansate în afara Americii de Nord sub numele CBS Records ca să evite confuzie cu Columbia Graphophone Company a lui EMI. Columbia este una dintre cele patru case de discuri emblematice ale Sony Music Entertainment: Epic Records și foștii rivali îndelungați, RCA Records și Arista Records, deoarece ultimele două au fost deținute inițial de BMG înainte de relansarea sa din 2008 după achiziția de către Sony alături de alte case de discuri BMG.

## Discuri vechi (galerie)

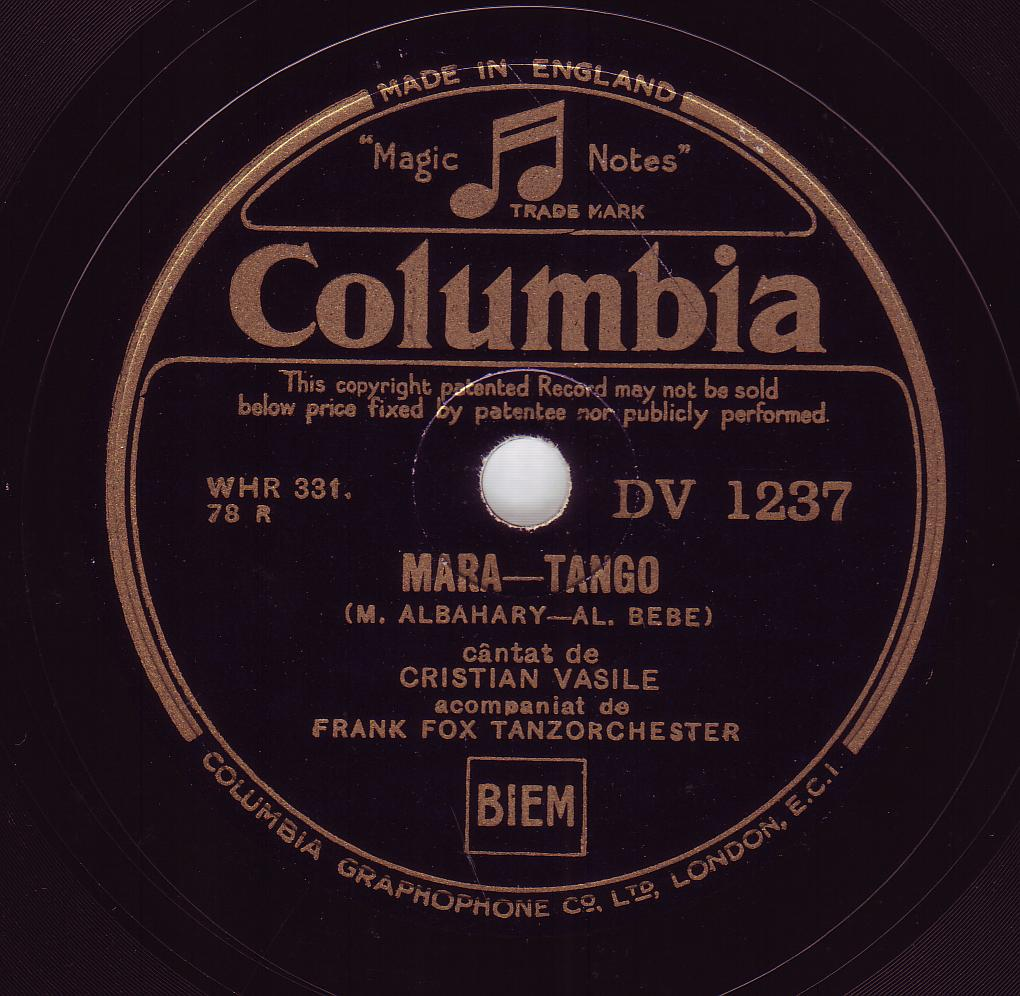
DV 1237: Cristian Vasile – Mara (tango)
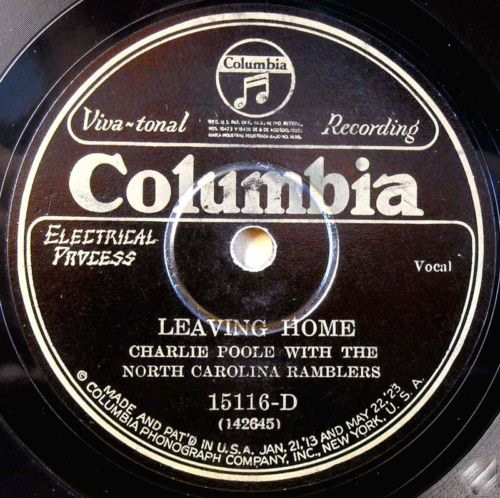
15116-D: Charlie Poole – Leaving Home